# 자코보

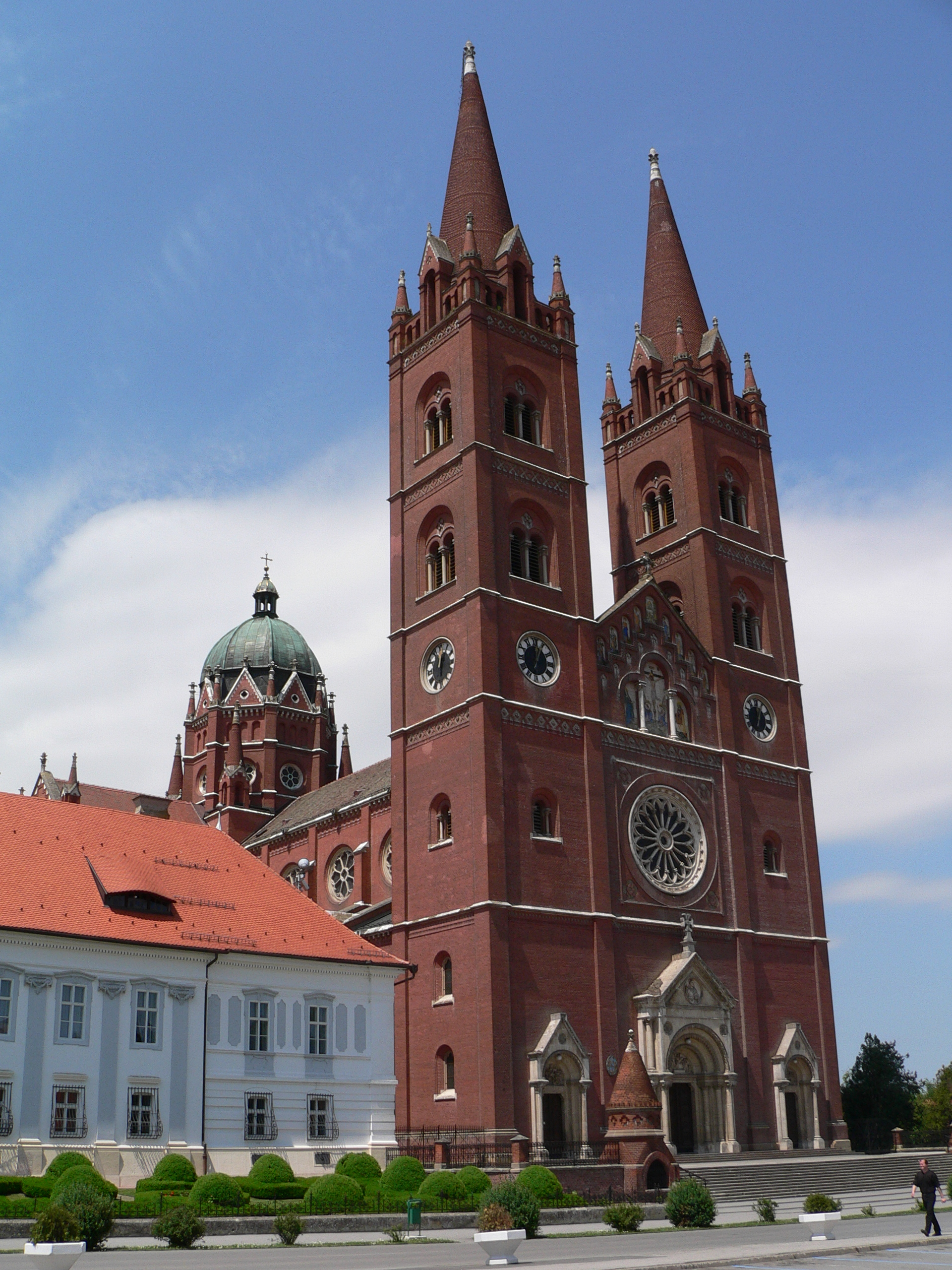
자코보 성 베드로 성당

자코보(크로아티아어: Đakovo)는 크로아티아 오시예크바라냐주의 도시로, 면적은 170km2, 인구는 27,798명(2011년 기준), 높이는 111m이다. 오시예크에서 남서쪽으로 37km, 나시체에서 남동쪽으로 34km 정도 떨어진 곳에 위치한다.
토지는 비옥한 편이며 주요 산업은 농업과 축산업, 가죽 및 양모 가공, 말 사육이다. 공업은 가구용 목재 가공, 섬유, 화학, 식품 산업, 건축자재, 인쇄업, 관광업을 중심으로 발달했다.
크로아티아의 주요 도로가 지나가며 사라예보와 부다페스트를 연결하는 철도가 지나간다.

## 자매 도시
- 크로아티아 Makarska
- 크로아티아 Sinj
- 독일 Malgersdorf
- 독일 Kirchenthumbach